# Soka Gakkai
Soka Gakkai (創価学会 Sōka Gakkai?) es una nueva religión japonesa dirigida por Minoru Harada desde diciembre de 2023, basada en las enseñanzas del sacerdote budista del siglo XIII Nichiren.

Bandera del Soka Gakkai.

El movimiento fue fundado en 1930 por los educadores Tsunesaburō Makiguchi y Jōsei Toda. 
La Soka Gakkai fue fundada por los educadores Makiguchi y Toda el 18 de noviembre de 1930 . Se disolvió durante la Segunda Guerra Mundial, cuando gran parte de su liderazgo fue encarcelado por violaciones de la Ley de Preservación de la Paz de 1925 y cargos de lesa majestad. 
Tras la guerra, su expansión fue liderada por su extercer presidente, Daisaku Ikeda. En Japón, la Soka Gakkai preside Komeito, un partido conservador aliado con el gobernante Partido Liberal Democrático, fundado por Daisaku Ikeda en 1964. Dirige un imperio financiero, educativo y mediático,[3] que incluye periódicos, editoriales, sociedades financieras y una red de escuelas.
Daisaku Ikeda asumió la presidencia de la Soka Gakkai en 1960 y se dedicó a expandir el movimiento en todos los ámbitos, incluyendo la creación del partido político Kōmeitō (1962) y la organización Soka Gakkai International (1975).
La Soka Gakkai afirma tener 11 millones de miembros en 192 países y territorios de todo el mundo. Sin embargo, esta cifra no está respaldada por ningún recuento independiente. Según el académico estadounidense Levi McLaughlin, la membresía en Japón se acerca al 2-3% de la población del país, o entre 2,4 y 4 millones de personas.
La Soka Gakkai aún es vista con recelo en Japón y se ha visto envuelta en controversias públicas. Komeito, un partido político estrechamente alineado con la Soka Gakkai y fundado por algunos de sus miembros laicos, firmó un acuerdo de coalición con el Partido Liberal Democrático en 1999 y actualmente es un socio menor en el gobierno. La Soka Gakkai ha sido descrita como una secta.